# Eucoelium stellifera
Eucoelium stellifera är en sjöpungsart som först beskrevs av Monniot 200.  Eucoelium stellifera ingår i släktet Eucoelium och familjen Polycitoridae. Inga underarter finns listade i Catalogue of Life.